# Vlčatín
Vlčatín település Csehországban, a Třebíči járásban. Vlčatín Oslavička, Hodov, Rudíkov, Hroznatín, Nový Telečkov és Horní Heřmanice településekkel határos. Lakosainak száma 144 fő (2024. január 1.).

## Népesség
A település lakosságának változását az alábbi diagram mutatja:
| Lakosok száma | 187  | 215  | 224  | 181  | 174  | 147  | 139  | 150  | 139  | 144  |
|               | 1869 | 1900 | 1921 | 1961 | 1980 | 2011 | 2016 | 2019 | 2021 | 2024 |